# Rountzenheim
Rountzenheim je francouzská obec v departementu Bas-Rhin v regionu Grand Est. V roce 2013 zde žilo 1 063 obyvatel.

## Poloha
Sousední obce jsou: Auenheim, Haguenau, Leutenheim, Rœschwoog, Sessenheim a Soufflenheim.

## Vývoj počtu obyvatel
Počet obyvatel